# Ria Persad

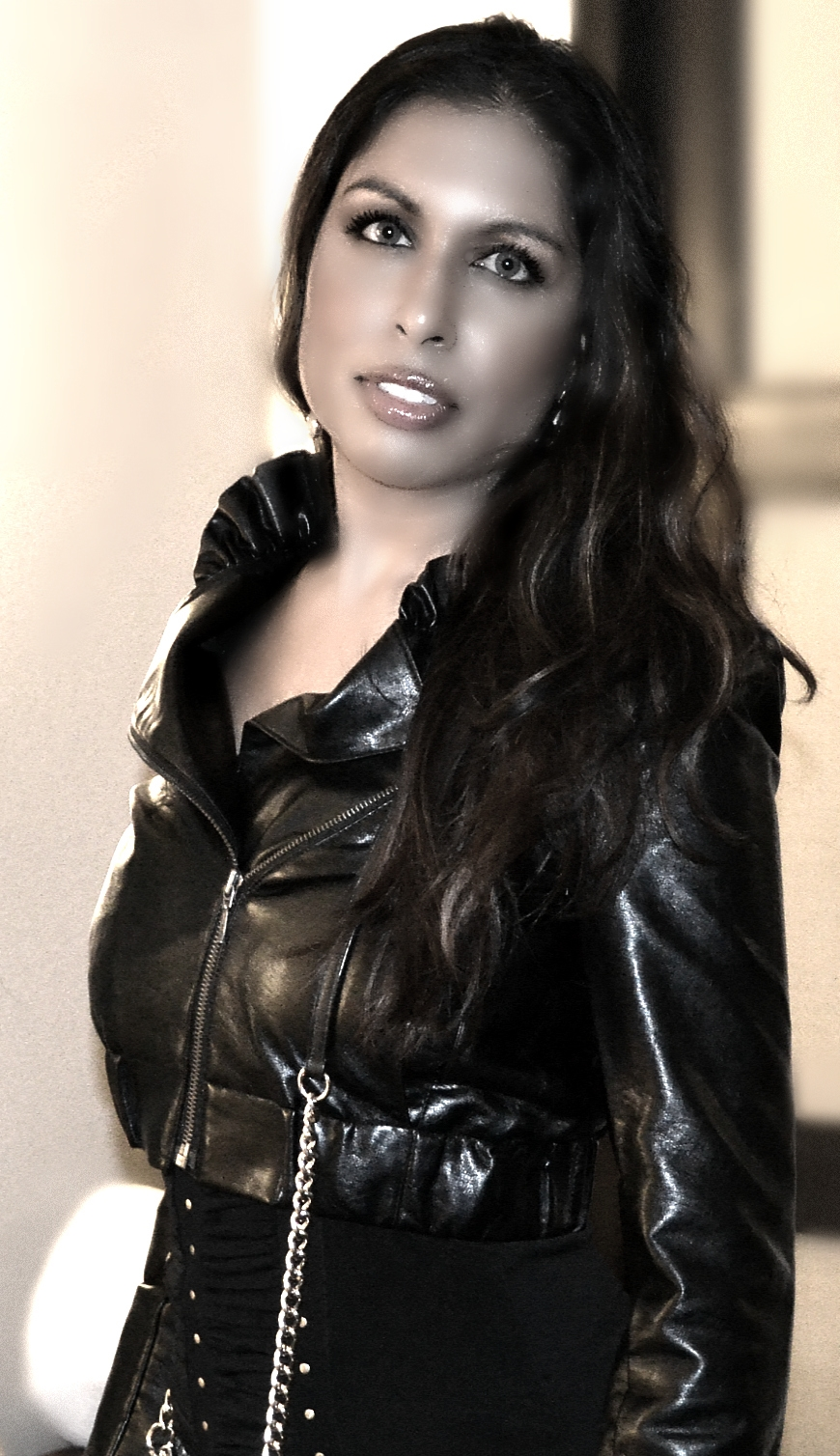
Ria Persad Carlo

 Ria Persad Carlo (* 18. Juni 1974 in Trinidad und Tobago) ist eine US-amerikanische Mathematikerin, Astrophysikerin und Musikerin.

## Leben und Werk
Persad zog mit ihrer Mutter kurz vor ihrer Einschulung von Trinidad nach Harlem, New York City. In den frühen 1980er Jahren zogen sie und ihre Mutter nach Südkalifornien in die Nähe von Los Angeles. Sie forschte im Alter von 12 Jahren bei der Astronomin Eleanor Helin am Jet Propulsion Laboratory des California Institute of Technology im Bereich der Untersuchung von Asteroiden- und Kometenbahnen. Im Alter von 13 Jahren arbeitete sie am Hochtemperatur-Supraleitungslabor der Boston University und entwickelte mit 14 Jahren neue Methoden der Numerischen Integration und erhielt für 2 Jahre in Folge den 1. Preis auf der MIT State Science Fair. Sie nahm an Mathematikkursen an der Harvard University teil und absolvierte im Alter von 16 Jahren die Boston Latin School. Anschließend forschte sie an der Princeton University, wo sie als wissenschaftliche Mitarbeiterin bei dem Astrophysiker John N. Bahcall am Institut für fortgeschrittene Studien zur Hubble-Weltraumteleskopdatenanalyse der Quasarspektrumemission arbeitete. Sie studierte dann mit einem Commonwealth-Stipendium Mathematik und Physik an der University of Cambridge.  Sie begann 1995 ein Promotionsstudium in Mathematik an der Rice University, welches sie nicht abschloss, da sie bei der NASA am Lyndon B. Johnson Space Center als Analystin bei der Mars Pathfinder Mission forschte.
Sie erhielt einen Highest Honor Award von der Society of Women Engineers  und wurde im Presidential Scholars Program unter Präsident George H. W. Bush geehrt. Sie arbeitete als Klimatologin bei Enron und Duke Energy und als sie eine Lücke in der Verfügbarkeit von Daten für diese Branchen feststellte, entwickelte sie Wettervorhersagesysteme.
2009 gründete sie StatWeather, ein Wetter- und Klimadienstleistungsunternehmen, das sich auf die neuartige Anwendung von Bayes’schen neuronalen Netzen und künstlicher Intelligenz auf automatisierte Prognosesysteme spezialisiert hat. Im Januar 2018 wurde StatWeather von Environmental Business International als weltweit führende Klimatechnologie eingestuft. StatWeather hat zahlreiche Auszeichnungen erhalten, darunter den Global Data Provider of the Year von Energy Risk, das Top-Wetterunternehmen in Nordamerika, Meet Advisors’ Top 5 Most Innovative Companies in America, und die Aufnahme in die Top-10-Liste der Global Energy Awards.
Seit 2019 ist sie Präsidentin der European Chamber of Digital Commerce.

## Musikalische Karriere
Während ihrer Ausbildung an der High School erhielt sie Klavierunterricht am New England Conservatory unter Alice Canaday und wurde das jüngste Mitglied und Klavierbegleiterin des Glee Clubs der Princeton University.  2008 nahm sie Unterricht bei Linda Pointer und der russischen Virtuosin Eleonora Lvov. Sie gewann eine Reihe lokaler und staatlicher Klavierwettbewerbe und wurde 2010 Preisträgerin des Bradshaw and Buono International Piano Competition 2010 und wurde Künstlerin des Monats. Sie hatte zahlreiche Klavieraufführungen in Italien und in den Vereinigten Staaten und hatte 2011 ihr Carnegie-Hall-Debüt.
Persad wurde in Nancy Williams Klaviermagazin Grand Piano Passion vorgestellt und erscheint auch auf der Website von Oprah Winfrey in einem Feature.